# Jo Dzsingu
Jo Dzsingu (hangul: 여진구, handzsa: 呂珍九, RR: Yeo Jin-goo; 1997. augusztus 13.–) dél-koreai színész. Nyolcévesen kezdte pályafutását a Sad Movie című filmben. Leginkább koreai televíziós sorozatokból ismert, ahol gyakran alakítja a főszereplő fiatalkori énjét, például a Giant, a Moon Embracing the Sun vagy a  Missing You című sorozatokban. 2013-ban első főszerepét is megkapta a Hwayi: A Monster Boy című thrillerben, alakításáért a Blue Dragon Film Awardson a legjobb új színésznek járó díjjal jutalmazták. Egy öccse van.

## Filmográfia

### Televíziós sorozatok
| Év   | Cím                    | Szerep                       | Csatorna |
| ---- | ---------------------- | ---------------------------- | -------- |
| 2006 | I Want to Love         |                              | SBS      |
| 2006 | Jon Geszomun           |                              | SBS      |
| 2007 | Queen of the Game      | fiatal I Sindzson            | SBS      |
| 2008 | Ildzsime               | fiatal I Gjom                | SBS      |
| 2008 | Tazza                  | fiatal Kim Gon               | SBS      |
| 2008 | Gourmet                | Hothe                        | SBS      |
| 2009 | Can Anyone Love        | I Phurumcshan                | SBS      |
| 2009 | Csamjong ko            | fiatal Hodong                | SBS      |
| 2009 | Swallow the Sun        | fiatal Kim Dzsongu           | SBS      |
| 2010 | The Reputable Family   | fiatal Cshö Gukszon          | KBS1     |
| 2010 | Giant                  | fiatal I Gangmo              | SBS      |
| 2011 | Warrior Baek Dong-soo  | fiatal Pek Tongszu           | SBS      |
| 2011 | Deep Rooted Tree       | fiatal Ttolbok               | SBS      |
| 2012 | Moon Embracing the Sun | fiatal I Hvon                | MBC      |
| 2012 | Missing You            | fiatal Han Dzsongu           | MBC      |
| 2013 | Potato Star 2013QR3    | Hong Hjeszong                | tvN      |
| 2015 | Orange Marmalade       | Csong Dzsemin (Jung Jae-min) | KBS2     |
| 2016 | Jackpot                | Jongdzso (Yeongjo) király    | SBS      |

### Filmek
| Év           | Cím                       | szerep                        |
| ------------ | ------------------------- | ----------------------------- |
| 2005         | Sad Movie                 | Pak Hicshan                   |
| 2006         | Apple (rövidfilm)         | fiú                           |
| 2006         | No Mercy for the Rude     | fiatal Killar                 |
| 2007         | Dance of the Dragon       | fiatal Kvon Theszan           |
| 2008         | Santamaria                | Kang Daszong                  |
| 2008         | Antique                   | fiatal Kim Dzsinhjok          |
| 2008         | A Frozen Flower           | fiatal Hongnim                |
| 2011         | Mr. Perfect               | Pjongdzsu                     |
| 2013         |                           |                               |
| Sky Force 3D | Ace (koreai szinkronhang) |                               |
| A szörnyfiú  | Hvai                      |                               |
| 2014         | Mr. Perfect               | I Bjongdzsu (Lee Byung-joo)   |
| 2014         | Tazza: The Hidden Card    | Agi (Agui) tanítványa (cameo) |
| 2015         | Shoot Me in the Heart     | Szumjong (Soo-myung)          |
| 2015         | The Long Way Home         | Jonggvang (Young-kwang)       |
| 2015         | Dokgo                     | Kang Hjok (Kang Hyuk)         |

### Videóklipek
| Év   | Előadó      | Cím           |
| ---- | ----------- | ------------- |
| 2012 | K.Will      | I Need You    |
| 2014 | Pek Csijong | Still in Love |

## Díjak és elismerések
| Év   | Díj                         | Kategória                                | Nevezés                             | Result   |
| ---- | --------------------------- | ---------------------------------------- | ----------------------------------- | -------- |
| 2008 | SBS Drama Awards            | Legjobb gyerekszínész                    | Ildzsime, Tazza, Gourmet            | Elnyerte |
| 2012 | 48. Paeksang Arts Awards    | Legjobb új színész televíziós sorozatban | Moon Embracing the Sun              | Jelölve  |
| 2012 | 6. Mnet 20's Choice Awards  | 20's Upcoming 20's                       |                                     | Elnyerte |
| 2012 | MBC Drama Awards            | Legjobb gyerekszínész                    | Moon Embracing the Sun, Missing You | Elnyerte |
| 2013 | Style Icon Awards           | Gyerekszínészből férfi                   |                                     | Elnyerte |
| 2013 | 34. Blue Dragon Film Awards | Legjobb új színész                       | Hwayi: A Monster Boy                | Elnyerte |